# Anson (condado de Somerset)
Anson es un lugar designado por el censo ubicado en el condado de Somerset en el estado estadounidense de Maine. En el Censo de 2010 tenía una población de 752 habitantes y una densidad poblacional de 213,81 personas por km².

## Geografía
Anson se encuentra ubicado en las coordenadas 44°47′50″N 69°53′42″O / 44.79722, -69.89500. Según la Oficina del Censo de los Estados Unidos, Anson tiene una superficie total de 3.52 km², de la cual 3.35 km² corresponden a tierra firme y (4.64%) 0.16 km² es agua.

## Demografía
Según el censo de 2010, había 752 personas residiendo en Anson. La densidad de población era de 213,81 hab./km². De los 752 habitantes, Anson estaba compuesto por el 97.87% blancos, el 0.53% eran afroamericanos, el 0.8% eran amerindios, el 0% eran asiáticos, el 0% eran isleños del Pacífico, el 0% eran de otras razas y el 0.8% pertenecían a dos o más razas. Del total de la población el 0.53% eran hispanos o latinos de cualquier raza.